# 최정민 (탁구 선수)
최정민(崔偵珉, 1989년 3월 6일 ~ )은 미래에셋대우 토네이도 소속의 대한민국 여자 탁구 선수이다.